# Geszteréd, Szabolcs-Szatmár-Bereg
Geszteréd  este un sat în districtul Nagykálló, județul Szabolcs-Szatmár-Bereg, Ungaria, având o populație de 1.821 de locuitori (2011). 

## Demografie
Componența etnică a satului Geszteréd
     Maghiari (97,61%)
     Necunoscut (1,41%)
     Alții (0,98%)
Componența confesională a satului Geszteréd
     Romano-catolici (48,6%)
     Greco-catolici (16,86%)
     Reformați (12,63%)
     Fără religie (2,36%)
     Necunoscută (19,33%)
     Luterani (0,22%)
     Alte religii (1,32%)
Conform recensământului din 2011, satul Geszteréd avea 1.821 de locuitori. Din punct de vedere etnic, majoritatea locuitorilor (97,61%) erau maghiari. Apartenența etnică nu este cunoscută în cazul a 1,41% din locuitori. Nu există o religie majoritară, locuitorii fiind romano-catolici (48,6%), greco-catolici (16,86%), reformați (12,63%) și persoane fără religie (2,36%). Pentru 19,33% din locuitori nu este cunoscută apartenența confesională.

## Personalități născute aici
- László Felföldi (n. 1961), episcop romano-catolic.